# Nanninga's Bosch
Het Nanninga's bosch is een bos in het beheer van Het Groninger Landschap. Het bos van ongeveer 27 hectare ligt net ten zuidwesten van het gehucht Heineburen. Het bos was oorspronkelijk een productiebos in het bezit van de familie Nanninga, die slaagde er niet in om het bos rendabel te exploiteren waardoor het aan zijn lot werd overgelaten. Midden in het bos ligt een vennetje met een open plek, hier groeit onder andere heide, zonnedauw en veenbes.